# Étoile-Sporting La Chaux-de-Fonds
FC Étoile Sporting La Chaux-de-Fonds ist ein Schweizer Fussballklub aus der Stadt La Chaux-de-Fonds. Der Verein ging 1934 aus der Fusion des 1898 gegründeten FC Étoile und dem FC Sporting-Dulcia hervor. Der FC Étoile war 1919 Schweizer Meister, 1912 Vizemeister und stand 1922 zudem im Finale des Och-Cups, einem Vorläufer des heutigen Schweizer Cups. Der Spielplatz ist Les Foulets. Lokalrivale ist der FC La Chaux-de-Fonds, der in den 1950er Jahren dreimal Meister war.
Der FC Étoile wurde 1902 Mitglied des Schweizer Fussballverbandes und spielte vonab in der Serie C. Der Klub stieg 1909 in die Serie A auf und wurde in der Saison 1918/19 Schweizer Meister im Fussball. Nach der Relegation 1932 und dem Abstieg 1934 aus der zweiten Liga fusionierten FC Étoile und FC Sporting-Dulcia zu FC Étoile Sporting. Von 1944 bis 1946 und von 1949 bis 1953 war der Verein noch einmal in der zweitklassigen Nationalliga B. Vor der letzten Saison zog sich der Verein vom Spielbetrieb zurück, da das Stadion Terrain des Eplatures nicht mehr den Anforderungen genügte und keine Mittel zur Abhilfe aufgebracht werden konnten.

## Nationalspieler
Die folgenden Spieler traten während ihrer Zeit beim FC Étoile auch für die Schweizer Nationalmannschaft an. In Klammern ist der Zeitraum angegeben sowie die Anzahl der Länderspiele und Tore, die sie in ihrer Zeit beim Verein erreichten.
- Paul Wyss (1911–1920/14 (8))
- Albert Matzinger (1925–1929/3)
- Charles Wyss (1913–1917/3)
- Alfred Probst (1922/2)
- Henri Glasson (1928/2)
- Andre Juillerat (1926/1)
- Alfred Mader (1929/1)
- André Wille (1927/1)